# Phacidiaceae
Die Phacidiaceae  bilden eine Familie der Pilze innerhalb der Ordnung der Phacidiales, die zu den Echten Schlauchpilzen gehören.

## Merkmale
Arten der Familie Phacidiaceae bilden ein schwarzes Stroma, das in das Wirtsgewebe eingebettet ist. Es ist rundlich und uniloculat, d. h., mit einer einzigen Vertiefung. Als Fruchtkörper werden Apothecien gebildet, die direkt aus Zellen des zentralen Stromas ohne eine trennende Wand wachsen. Die Apothecien öffnen sich in radiären oder longitudinalen Rissen. Die Schicht zwischen den Schläuchen ist einfach aufgebaut, die an der Basis verzweigt und miteinander verbunden sind und an der Spitze Paraphysen aufweisen. Die Schläuche selber sind wie bei allen Leotiomycetes unitunikat und dünnwandig und zylindrisch aufgebaut. Sie besitzen oft einen amyloiden (mit Jod anfärbbaren) apikalen Ring. Die unseptierten Ascosporen sind hyalin und ohne eine Hülle. Die Nebenfruchtformen sind coelomycetisch und stromatisch ebenfalls in das Wirtsgewebe eingebettet. Die konidiogenen Zellen sind phialidisch und zylindrisch und entwickeln sich dauernd. Die hyalinen Konidien sind zylindrisch bis oval oder auch schwach nierenförmig und oft mit einem gelatinösen Anhängsel.

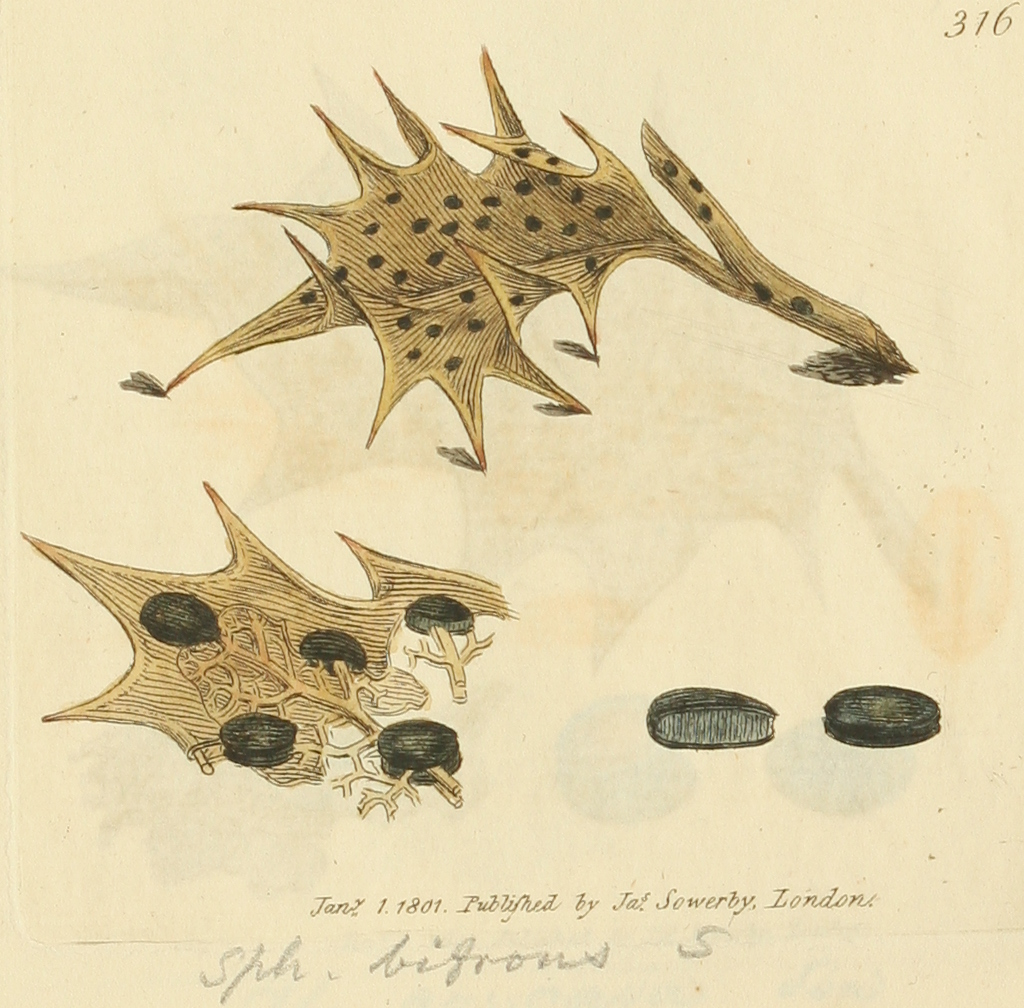
Phacidium multivalve aus James Sowerbys Coloured Figures of English Fungi or Mushrooms

## Ökologie
Phacidiaceae sind meist auf gemäßigte Gebiete beschränkt. Die Arten leben saprotroph oder parasitisch auf und in Blättern, besonders  auf Koniferen. Einige Arten sind Parasiten auf wirtschaftlich wichtigen Bäumen, die aber nicht wesentlich geschädigt werden.

## Systematik
Elias Magnus Fries beschrieb die Familie 1849 in der Summa vegetabilium Scandinaviae. Die Familie wurde bis vor kurzem als polyphyletisch eingestuft, war aber ungenügend untersucht. Crous et al. (2014) führten dann eine umfangreiche Untersuchung durch und stellten fest, dass die Phacidiaceae klar eigenständig sind, und reetablierten die bereits 1917 von Franz Xaver Rudolf von Höhnel beschriebene Ordnung der Phacidiales, die bisher nur als Synonym der Helotiales gegolten hatte. Sie bilden nun eine Schwesterklade zu den Helotiales. Die Schmutzbecherlingsverwandten (Bulgariaceae), die bisher als eigenständige Familie ebenfalls zu den Helotiales gehört hatten, wurden als Teil der Phacidiaceae erkannt und sind daher nur noch ein Synonym. Beide Namen (Bulgariaceae und Phacidiaceae) wurden gleichzeitig publiziert, da aber die Phacidiaceae mehr Arten umfasst, wurde dieser Name den Vorzug gegenüber Bulgariacae gegeben.

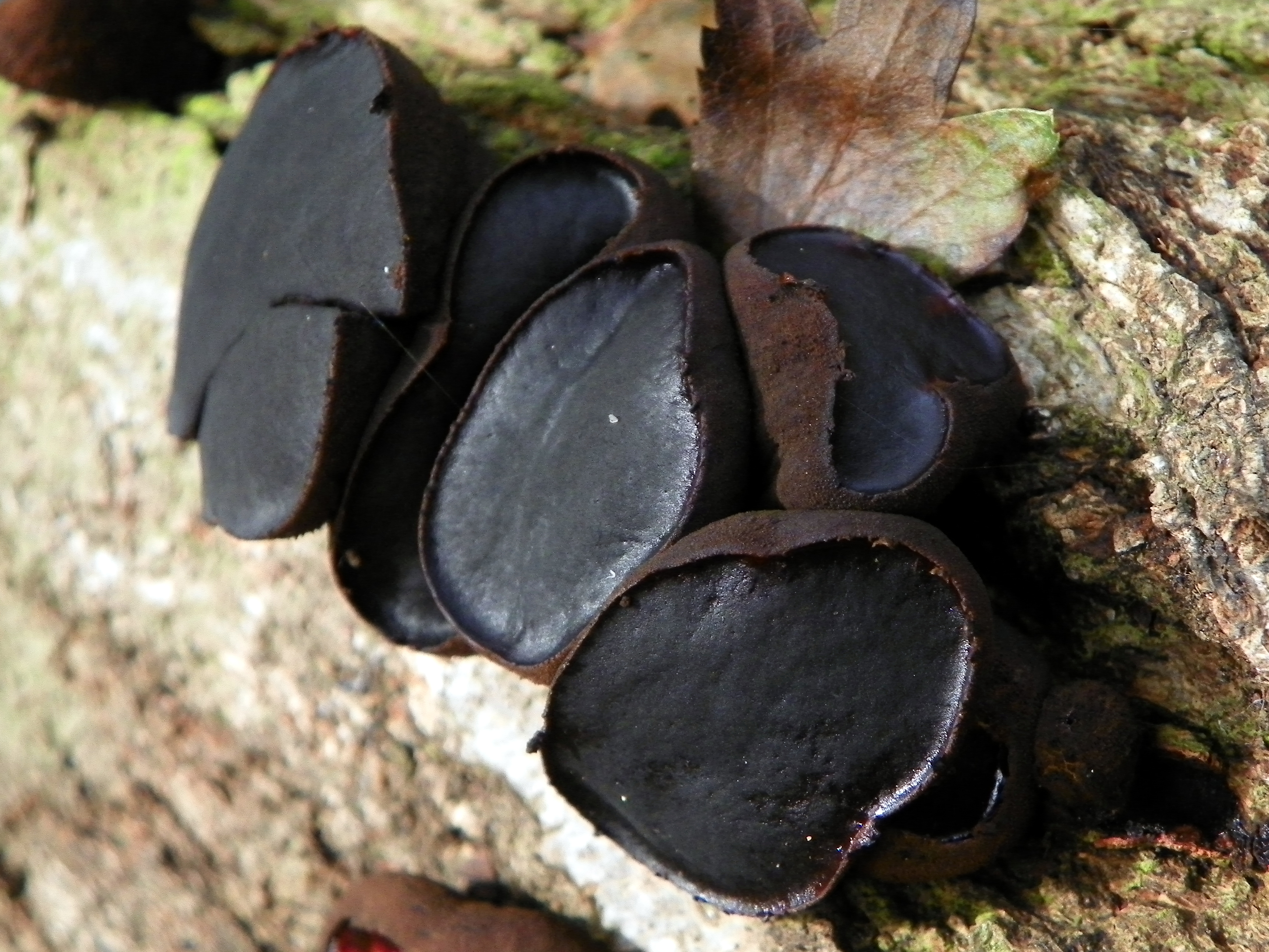
Gemeiner Schmutzbecherling

Zu der Familie der Phacidiaceae gehören folgende Gattungen:
- Allantophomopsiella mit nur einer Art
- Allantophomopsis mit vier Arten
- Bulgaria mit zwölf Arten
- Darkera mit fünf Arten
- Lophophacidium mit zwei Arten
- Phacidiopycnis mit sechs Arten
- Phacidium: inklusive der bis 2014 eigenständigen Gattung Ceuthospora mit 40 Arten
- Pseudophacidium mit elf Arten
- Starbaeckia mit nur einer Art